# Jay B
Dans ce nom coréen, le nom de famille, Lim, précède le nom personnel.
 (novembre 2022).
Si vous disposez d'ouvrages ou d'articles de référence ou si vous connaissez des sites web de qualité traitant du thème abordé ici, merci de compléter l'article en donnant les références utiles à sa vérifiabilité et en les liant à la section « Notes et références ».
Lim Jae-beom (coréen: 임재범; né le 6 janvier 1994) mieux connu sous son nom de scène JB (coréen: 제이비) puis Jay B depuis mars 2021 est un chanteur, danseur, auteur-compositeur-interprète et acteur sud-coréen. Il est leader du boys band sud-coréen GOT7 mais aussi membre du duo JJ Project et du duo JUS2.

## Carrière
C'est après avoir participé à une compétition de break dance que Jae-beom, qui pratique le b-boying depuis l'adolescence, est repéré par un chercheur de talents de l'agence JYP Entertainment. Ce dernier l'invite à participer à un casting géant organisé par l'agence. Durant la compétition en 2009, on lui assigne Park Jin-young comme partenaire, avec lequel il passe les auditions en duo. À la suite d'un vote unanime, les deux jeunes hommes finissent ex aequo à la première place de la compétition (qui rassemblait pas moins de 10 000 candidats). Ils signent ainsi un contrat pour devenir « trainees » (stagiaires) au sein de l'agence JYP, bénéficiant de cours de chants, danse, comédie et de séances de coaching pour devenir des k-pop idols.
La première apparition officielle de Jae-beom sous le pseudo JB (qu'il a pris après la signature de son contrat) est un rôle de figurant dans le drama Dream High en 2011, puis dans Dream High 2 en 2012, cette fois-ci en tant que personnage principal. En 2013, il participe à la série télévisée sud-coréenne When a Man Falls in Love en tant que personnage secondaire.
JB fait ses débuts musicaux au sein du groupe JJ Project aux côtés de Park Jin-young (Junior) en mai 2012. Leur single Bounce est un succès, le clip étant visionné près d'un million de fois en deux jours. Le groupe est nommé aux Seoul Music Awards dans les catégories « Nouvel artiste » et « Artiste populaire ». Entre juin et octobre 2012, une émission de télé-réalité de 45 épisodes est consacrée au duo et diffusée sur SBS : JJ Project Diary.
L'agence JYP ayant pour projet de créer un boys band à succès, le duo JB et Junior devient ainsi le socle d'un nouveau groupe de 7 membres : Got7. JB est choisi comme leader et Got7 fait ses débuts le 16 janvier 2014, propulsé par son premier single : Girls Girls Girls. Le succès est immédiat.
Après une dernière apparition en tant qu'acteur dans le drama Dream Knight en 2015, JB décide de se concentrer uniquement sur sa carrière musicale, aux côtés des autres membres de Got7. 
Il se consacre également à ses projets personnels, signant un contrat avec H1GHR Music (label crée par Jay Park) pour lancer sa carrière solo en mai 2021. Il sort un premier EP solo, intitulé Love, le 26 janvier 2022 sous le pseudo Def. Il contribue également au collectif musical ØFFSHORE.
JB est également membre de deux sous-groupes : JJP (depuis ses débuts) et JUS2 depuis 2019. Le second album Verse 2 de JJP (Jin-young et JB) est publié en 2017. En 2019 c'est avec Yugyeom que JB forme le duo JUS2 et publie le mini-album Focus le 5 mars.

### GOT7
En janvier 2021, Jay B ainsi que les 6 autres membres de Got7 décident collectivement de ne pas renouveler le contrat les liant à JYP Entertainment, leur maison disque depuis 7 ans.
JB a par ailleurs expliqué dans les médias s'être chargé de l'aspect légal afin que Got7 puisse garder les droits sur son nom ainsi que les droits sur ses œuvres musicales même après avoir quitté JYP. Cela constitue une première dans le monde de la K-pop qu'un groupe quitte collectivement son agence, mais continue ses activités en tant que groupe.
Le 20 février 2021, le groupe publie sur leur nouvelle chaîne YouTube le clip du titre Encore, qui comptabilise en février 2022 plus de 19 millions de vues.

## Vie personnelle
Jay B est fils unique. Au cours de sa jeunesse, ses parents ont divorcé en raison du problème d'alcool de son père, et sa mère s'est remariée plus tard. Sa famille dirigeait une ferme de tomates à Ilsan. Sa mère et son beau-père tiennent maintenant un « café », le Yogur bara, à Goyang.
Le 12 septembre 2014, JB est impliqué dans un accident de voiture mineur. Ni lui, ni son personnel n’ont subi de dommages majeurs.
En 2016, il n'a pas pu participer à plusieurs concerts du Fly Tour de Got7 et à une performance de M Countdown en raison d'une hernie discale vertébrale. Il revient pour le concert Fly in Singapore au Suntec Singapore Convention and Exhibition Centre, montrant un rétablissement complet.
Jay B s'est spécialisé[C'est-à-dire ?] en cinéma. Il est diplômé de la Konkuk University,. Il est également passionné de photographie et a déjà présenté ses œuvres lors d'expositions[réf. souhaitée].

## Discographie
En solo
- 12/2016 : Defsoul 1/? vol.1 (Def. - EP Album)
- 01/2018 : Defsoul 1/? vol.2 (Def. - EP Album)
- 11/2018 : Defsoul 1/? vol.3 (Def. - EP Album)
- 08/2019 : Defsoul 1/? vol.4 (Def. - EP Album)
- 10/2019 : Defsoul 1/? vol.5 (Def. - EP Album)
- 08/2021 : Somo fume (Jay B - EP Album)
- 01/2022 : Love (Def. - EP Album)
- 09/2022 : Be Yourself (Jay B - EP Album)
- 10/2022 : My Abandoned Love (Def. - EP Album)
- 02/2023 : Seasonal Hiatus (Jay B - EP Album)

## Filmographie

### Dramas
- 2011 : Dream High : flash-mob, danseur de fond
- 2012 : Dream High 2 : JB/Jang Woo-jae
- 2013 : When a Man Falls in Love : Seo Mi-joon
- 2015 : Dream Knight : JB

### Émissions de variétés
- 2012 : Sunday N tvN
- 2012 : JJ Project Diary
- 2012 : The Romantic & Idol
- 2014 : Weekly Idol[9]
- 2014-2015 : A Song for You[10],[11]
- 2014 : Music Bank
- 2014 : Star King
- 2014 : M! Countdown
- 2014 : 1000 Songs Challenge
- 2014 : 4 Things To Show
- 2014 : 1 vs 100
- 2015 : Athletics Idol Star Championships
- 2015 : Running Man[12]
- 2015 : Weekly Idol[13]
- 2016 : Korean Course on TV[14],[15]
- 2016 : Weekly Idol
- 2016 : Running Man
- 2016: Got 7'S Hard Carry season 1
- 2018: Got 7's Hard Carry season 2
- 2019: Got 7's Hard Carry season 3